# Reaktor przepływowy
Reaktor przepływowy – rodzaj reaktora chemicznego, w którym doprowadzanie substratów i odbiór produktów są 
jednoczesne i ciągłe. Ze względu na kształt reaktory przepływowe dzieli się na:
- rurowe
- wieżowe
- zbiornikowe.

Zespół mniejszych reaktorów zbiornikowych ustawionych w szeregu nosi nazwę kaskady reaktorów.
Pewnym szczególnym reaktorem przepływowym jest również reaktor fluidalny.